# Epiphyllum crenatum
Epiphyllum crenatum là một loài thực vật có hoa trong họ Cactaceae. Loài này được (Lindl.) G.Don mô tả khoa học đầu tiên năm 1855.

## Hình ảnh

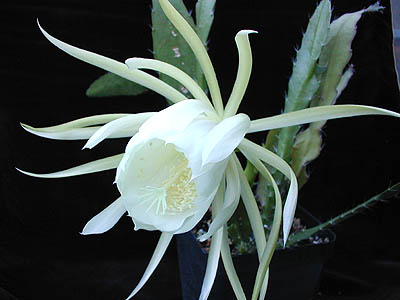
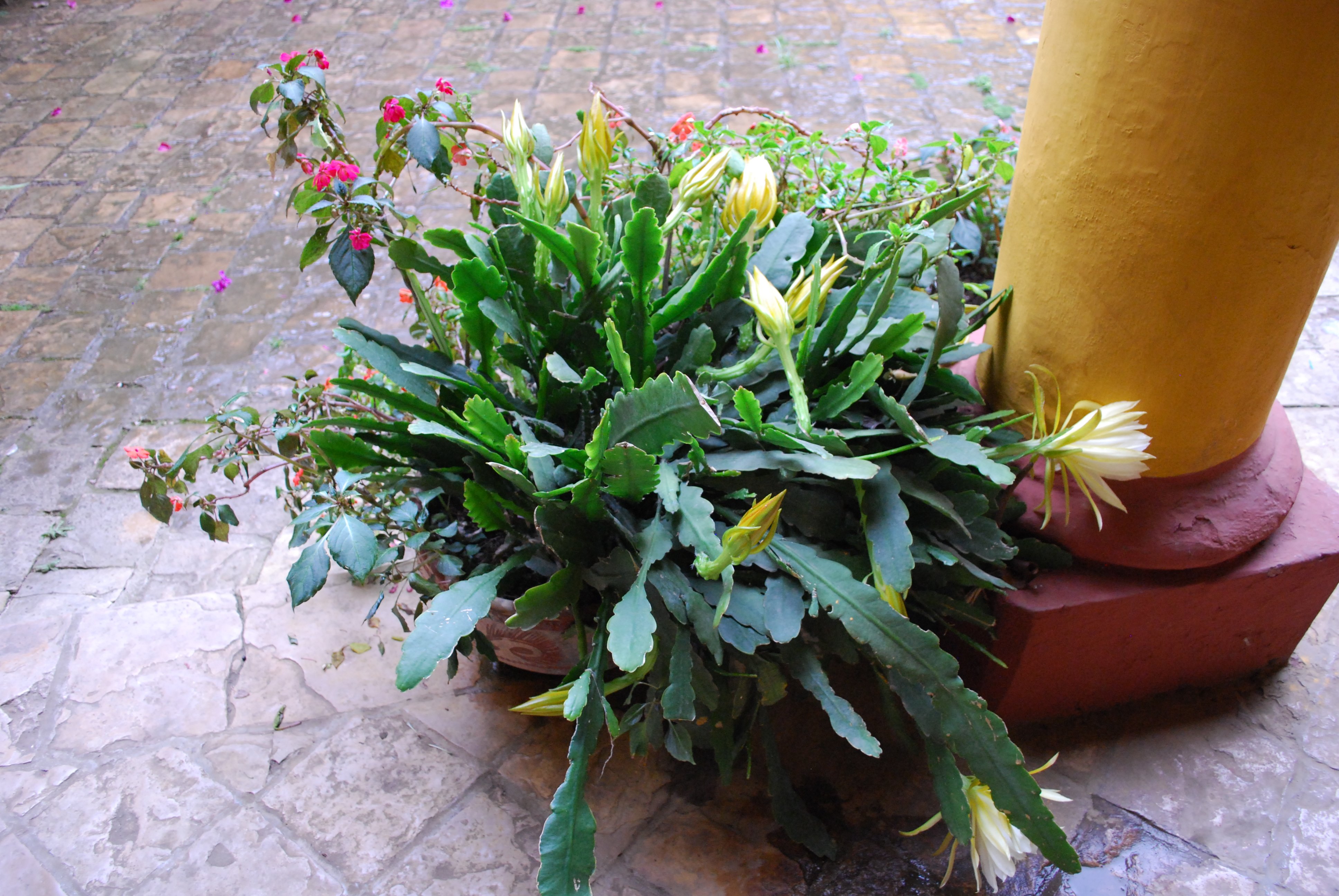